# (3271) Ul
(3271) Ul es un asteroide perteneciente a los asteroides Amor descubierto por Hans-Emil Schuster el 14 de septiembre de 1982 desde el Observatorio de La Silla, Chile.

## Designación y nombre
Ul recibió inicialmente la designación de 1982 RB.
Más adelante, en 1996, se nombró por Ul, una deidad de la mitología melanesia.

## Características orbitales
Ul está situado a una distancia media del Sol de 2,102 ua, pudiendo alejarse hasta 2,934 ua y acercarse hasta 1,27 ua. Su excentricidad es 0,3957 y la inclinación orbital 25,07 grados. Emplea 1113 días en completar una órbita alrededor del Sol.
Ul es un asteroide cercano a la Tierra.

## Características físicas
La magnitud absoluta de Ul es 16,6.